# Concangis
Concangis fue un castro auxiliar en la provincia romana de Britannia Inferior. Sus ruinas se encuentran en Chester-le-Street, Durham, en Inglaterra, y ahora se conocen como fuerte romano de Chester-le-Street. Está situado 6 millas (10 km) al norte de Durham y 8 millas (13 km) al sur de Newcastle upon Tyne.

## Nombre
El nombre Concangis es britón, pero de significado incierto; posiblemente se deriva de una raíz *concos/*cancos que significa "caballo".

## Historia
El fuerte romano de Concangis se encuentra al este de los fuertes de Longovicium (Lanchester) y Vindomora (Ebchester) y 8 millas (13 km) al sur de Pons Aelius (Newcastle upon Tyne). Está al este de la principal calzada romana de Dere Street, que conectaba otros fuertes cerca del muro de Adriano y más allá de Eboracum (York), y se ubica cerca de Cade's Road, que se especulaba que unía Eboracum y Pons Aelius. Concangis también pudo haber estado vinculado a Dere Street a través de un ramal que se dirigía al oeste y conectaba con Longovicium. El descubrimiento por Raymond Selkirk de un estribo en el arroyo Cong Burn sugiere que allí se había construido un puente que conectaba este fuerte con el de Vindomora al oeste.
Concangis figura tanto en la Notitia Dignitatum de los siglos IV/V como en la Cosmografía de Rávena del siglo VII.
El fuerte se emplaza sobre un alto acantilado, con vistas a los valles del Wear al este y Cong Burn al norte. El camino al norte de Pons Aelius pasa al oeste del fuerte, facilitando entonces el control del tráfico. El fuerte cubría aproximadamente seis acres y medio, y fue construido primero en césped y madera, probablemente en los años 70, por la Legio IX Hispana, y luego en piedra por la Legio II Augusta, probablemente a principios del siglo II, coincidiendo con la construcción del muro de Adriano, que también fue construido en parte por la Legio II.
Se llevaron a cabo excavaciones en 1978 y en 1990/1991. Desafortunadamente, gran parte del fuerte se encuentra debajo de la ciudad de Chester-le-Street, por lo que queda poco por ver, a excepción de una parte de las habitaciones de los oficiales que quedan en exhibición. Se ha hallado cerámica, vajilla fina, monedas, huesos de animales, una prensa de queso y, curiosamente, un azulejo con la huella de un perro. Los altares encontrados van desde los dedicados al dios de la guerra Marte y el dios solar Apolo, hasta los de los dioses celtas y germánicos como Digenis y Vitiris. El gran número de altares (3 de 8) dedicados a deidades patronas preocupadas por el bienestar de los soldados veteranos parecería sugerir que los habitantes de Concangis tenían una alta proporción de exmilitares. Dos grandes piedras en un contrafuerte de la iglesia parroquial de Santa María y San Cuthbert tienen agujeros de gripias levadizas, lo que sugiere fuertemente que fueron recicladas del fuerte romano.

## Guarnición
Una inscripción da fe de que la Legio II Augusta construyó y/o reconstruyó el fuerte, pero esto no da evidencia de quién lo ocupó, ya que los legionarios solo construían las fortificaciones, siendo las tropas auxiliares quienes lo guarnecían. Una inscripción incompleta menciona un Alae Antoninae (Ala Antoniana) posiblemente en labores de patrulla de rutina y de restauración de un acueducto y letrinas. El mal estado de la inscripción hace imposible identificar la unidad con precisión, pero a partir de hallazgos cercanos y unidades con nombres similares, se puede deducir que la unidad presente era el <i>Ala Secundae Asturum Antoniniana</i> (Segunda Ala de los Asturianos de Antoniniano). Esta unidad estuvo presente en las campañas del emperador Septimio Severo en Caledonia y también estuvo presente en otros fuertes como Lindum Colonia (actual Lincoln).

## Galería

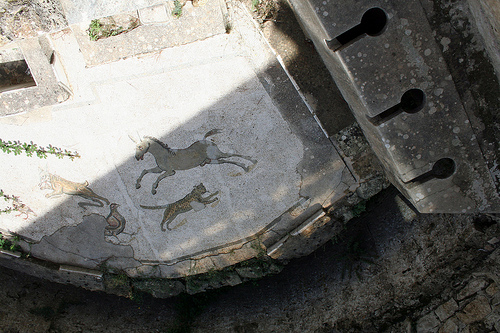
Vista de una letrina
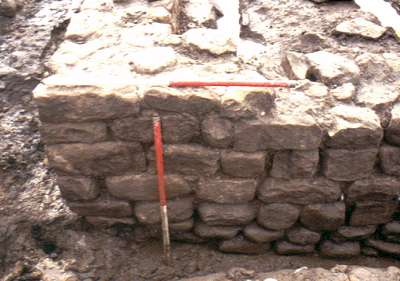
Restos de piedra del muro norte
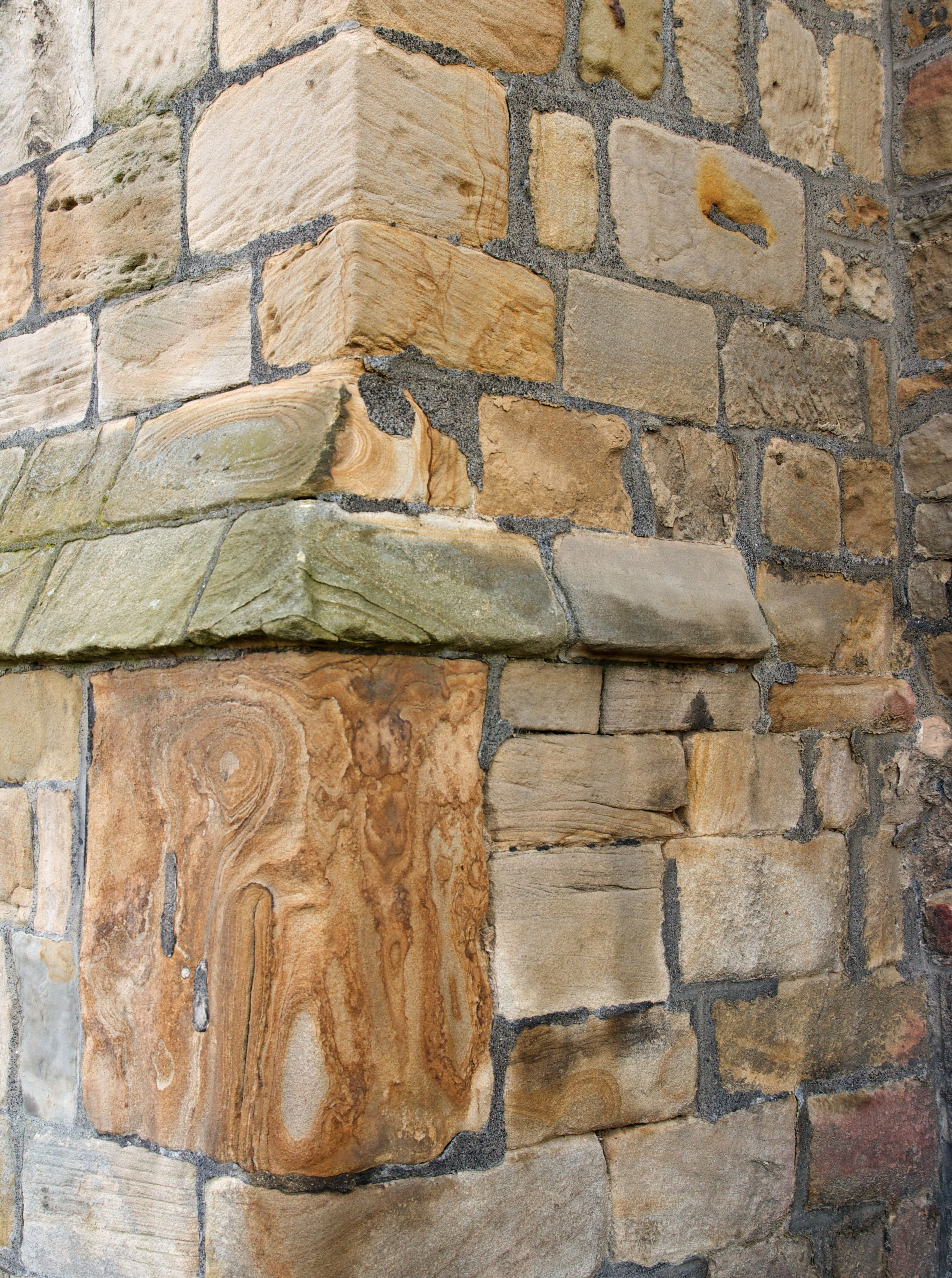
Piedras romanas reutilizadas con agujeros de gripias: ranuras de elevación centrales abajo a la izquierda y arriba a la derecha, ahora rellenas de mortero
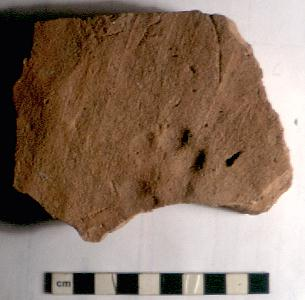
Azulejo con la huella de la pata de un perro
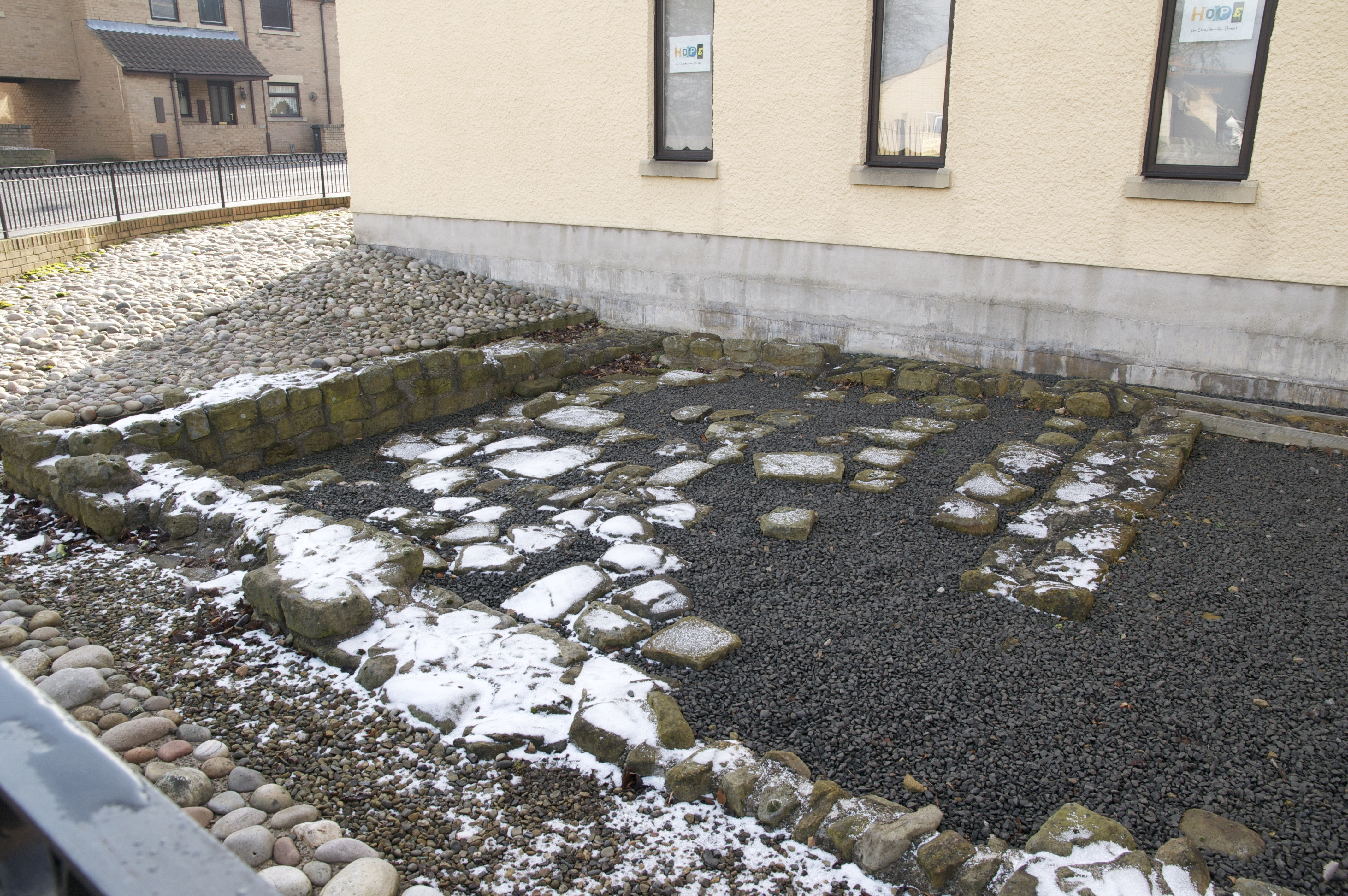
Reconstrucción de las dependencias de los oficiales